# BB 66691-66692

## Dépôts
- Portes-les-Valence
- Nevers
- Besançon

Les BB 66691 et 66692 sont deux anciens prototypes de locomotives diesel de la SNCF construites à partir de deux BB 66600, les BB 66609 et BB 66613.

## Machines préservées (2006)
Les deux locomotives ont été préservées, en étant rachetées par l'entreprise de travaux Déhé en juin 1984, puis par VFLI pour la BB 66691.

## Sources
1. ↑  Marc Carémantrant, Jean-Claude Bois et Luc Chanteloup, LE RAIL FRANÇAIS EN 1984 ET 1985, Breil-sur-Roya, Les éditions du Cabri, mai 1986, 3e éd. (1re éd. 1983), 135 p. (ISBN 2-9103310-47-5[à vérifier : ISBN invalide]), « .....ET LES AUTRES EVENEMENTS DE L’ANNÉE 1984 », p. 36